# Nemoria roseilinearia
Nemoria roseilinearia là một loài bướm đêm trong họ Geometridae.